# Lago Stange
El lago Stange es un lago de origen glacial andino ubicado en Argentina, en el territorio de la provincia del Chubut, en el departamento Futaleufú, Patagonia.

## Geografía
El lago se extiende desde el noroeste al sureste, en la parte superior de un glaciar de valle largo, que también aloja a los lagos Chico y Krüger. Este valle está dominado al oeste por las altas montañas de la cordillera de los Andes llamado Cordón de las Pirámides (altitud máxima de 2.440 metros).
Su costa norte es distante a sólo cuatro kilómetros del brazo suroeste del lago Menéndez. De este está separado por un cordón montañoso que llega a más de 1.800 metros de altitud.
La longitud del lago es de aproximadamente 6,75 kilómetros, y ancho máximo es de hasta 1150 metros. Se encuentra en el interior del Parque Nacional Los Alerces, y el acceso es difícil. Al igual que todos los lagos y ríos del parque, el lago Stange es parte de la cuenca del río Futaleufú.

## Hidrografía
El lago está situado en una zona de alta precipitación. Es alimentado por numerosos ríos y arroyos de las montañas de los alrededores.
El emisario del lago es el río Stange que viene en su extremo sudeste y fluye en la misma dirección. Este abundante río desemboca en el lago Krüger que remota a unos 10 kilómetros en línea recta, después de cruzar el lago Chico.